# Championnat de Belgique de football de deuxième division
 (août 2022).
 (mai 2021).
Si vous disposez d'ouvrages ou d'articles de référence ou si vous connaissez des sites web de qualité traitant du thème abordé ici, merci de compléter l'article en donnant les références utiles à sa vérifiabilité et en les liant à la section « Notes et références ».
Cet article traite uniquement de la compétition masculine. Pour la compétition féminine, voir Championnat de Belgique féminin de football de D2.
Le championnat de Belgique de football de Division 2, dont le nom officiel est Challenger Pro League, constitue l'antichambre de l'élite du football professionnel en Belgique. Il est organisé par la RBFA et se situe entre la Jupiler Pro League et la Division 1 ACFF ou VV.
Dans le football belge, le 2e niveau national est créé lors de la saison 1909-1910, sous le nom de Promotion. Il connaît différentes évolutions (nombre de séries et de clubs, changement d'appellation, etc.). Depuis la création de la Ligue professionnelle en 1974 et, selon les statuts édités, les clubs de deuxième division forment la Ligue Nationale.
En mars 2010, les médias soulignaient les difficultés financières rencontrées par les 18 clubs de D2. Seul Oud-Heverlee Louvain pouvait alors compter sur un budget en équilibre, les autres clubs ayant un budget en négatif et étant même, pour certains, très proches de la faillite. Les responsables incriminaient alors la perte des droits de diffusion télévisée, qui n'étaient plus partagés qu'entre les clubs de D1 et les deux relégués en D2.
Lors de la saison 2016-2017, le championnat est donc réformé et renommé « Division 1B ». Il est aujourd'hui considéré comme professionnel. Pour y participer, les clubs doivent impérativement répondre à une série de conditions cautionnant l'octroi d'une licence.
Ce nouveau championnat ne concerne dès lors plus que huit équipes, qui se disputent le titre de champion en 28 matches.
Au terme de la saison, le 1re est désigné champion et monte à l'échelon supérieur tandis que le 2e joue un barrage face à l'avant-dernier de Division 1A.

## Historique

### Compétition pour équipes Réserves
Dès la deuxième saison d'existence du championnat, soit en 1896-1897, la fédération belge organise une compétition pour les équipes réserves.
Le terme "Division 2" apparaît pour la première fois lors de la saison 1898-1899 il s'agit toujours d'une compétition pour équipes Réserves mais d'autres clubs sont autorisés à y prendre part. Organisée par zones géographiques suivies d'une phase finale, elle voit les "meilleures" équipes des différentes régions aux prises avec des équipes "Réserves" de la plus haute division. Au fil du temps et de l'augmentation du nombre de clubs, des compétitions locales (provinciales ou régionales) désignent au préalable les clubs qui viennent prendre part à cette Division 2 officieuse.

### Deuxième niveau "officieux"
À partir de la saison 1900-1901, le second niveau reste toujours officieux. C'est-à-dire que seule la plus haute division, désormais appelée Division d'Honneur est une série nationale.
Le second niveau est partagé en deux Divisions: 1 et 2. La Division 2 oppose par zones géographiques les meilleures formations de la zone concernée (y compris les Réserves de Division d'Honneur). Ensuite, se joue la Division 1, en fait un tour final entre les vainqueurs des différentes zones.

### Premiers promus "officiels"
À partir de la saison 1905-1906, la fédération belge adopte un changement important : le principe de relégation depuis la Division d'Honneur et de montée depuis la Division 1. Selon le système appliqué depuis plusieurs saisons, celle-ci est toujours le Tour final succédant à la Division 2. Le vainqueur de la Division 1  accède à la plus haute division, à condition qu'il ne s'agisse pas d'une équipe "Réserves". Pendant les quatre saisons qui suivent, il n'y a toujours pas de deuxième niveau national à part entière.

### Création du deuxième niveau national
C'est à l'occasion de la saison 1909-1910 que fut instauré un second niveau national. La série reçut le nom de "Promotion". Son premier champion fut le Racing de Malines.
Au terme de la saison 1922-1923, la fédération dédoubla le second niveau en deux séries d'égale valeur: "Promotion A" et "Promotion B"

### Changement d'appellation
À partir de la saison 1926-1927, le second niveau redevint une série unique et reçut le nom de Division 1. La Fédération belge venait de créer un 3e niveau national qui hérita de l'appellation "Promotion".
Pour la saison 1931-1932, le deuxième niveau fut à nouveau dédoublé en deux séries d'égale valeur: Division 1A et Division 1B

### Enfin la... Division 2
Ce fut lors de la saison 1952-1953, que le deuxième niveau du football belge retrouva une série unique et reçut enfin le nom officiel de Division 2. 
À partir de la saison 1974-1975, la Division 2 belge innova en appliquant un tour final pour désigner le deuxième montant vers l'élite. Ce tour final regroupe le deuxième classé du classement final et trois "vainqueurs de période". En effet, à partir de cette saison 74-75, trois classements distincts furent établis chaque saison, pour les journées 1 à 10, 11 à 20 et 21 à 30. Ces périodes devinrent rapidement dans le langage courant des "tranches". Ce système de "tranches" fut élargi aux 3e et 4e niveau national à partir de la saison 1993-1994.

### Ephémère Exqi League
Lors de la saison 2008-2009, la série prit aussi le nom commercial d'EXQI League, à la suite du partenariat conclu avec la société Alfacam. Celle-ci, sans rien verser aux clubs, capta et retransmit en direct les images de nombreuses rencontres.
Privés d'une grande part des droits précédemment perçus, à la suite de la réorganisation de la Ligue professionnelle (donc en fait de la Division 1 - Jupiler Pro League), les dirigeants de la Division 2 avaient accepté la proposition de la société Alfacam, dans l'espoir d'améliorer la visibilité et la notoriété de leur club respectif. Mais l'expérience tourna court. Face au peu de résultats concrets en termes de "retour publicitaire", les clubs de D2 mirent fin à cette collaboration dès octobre 2010. L'appellation « EXQI League » ne fut donc plus employée.

### Nouvelle appellation
Le 16 août 2012, l'opérateur belge de télécommunication « Belgacom » annonce s'être engagé à devenir le « sponsor titre » de la compétition de deuxième division de football à partir de la saison 2012-2013. Deux rencontres de chaque journée sont diffusées en direct sur la chaîne de télévision « Belgacom 11 ». La division 2 belge de football devient donc la « Belgacom League ». À partir de la saison 2014-2015, la dénomination « Belgacom League » change en « Proximus League ».  

### Réforme des championnats
Lors de la saison 2016-2017, le championnat est réformé et devient la « Division 1B » mais garde « Proximus » comme sponsor. Le nombre de participants est réduit à 8 formations qui vont désormais s'affronter à deux reprises en matchs aller/retour, avec l'établissement de deux classements de période. Le champion est l'équipe remportant les deux périodes. Dans le cas où deux équipes différentes remportent chacune une période, une finale par aller/retour est jouée. Un classement général (Période 1 + Période 2) est établi.

### Saison 2020-2021
À partir de la saison 2020-2021, Eleven Sports achète les droits télévisés et retransmet l'entièreté des matchs de deuxième division. La division s'appelle désormais simplement « Division 1B Pro League ». Les périodes sont abandonnées et le titre de champion est disputé lors d'une compétition régulière de 28 journées entre 8 équipes (2x2 matchs aller-retour). Le 1re est déclaré champion tandis que le 2e joue un barrage contre l'avant-dernier de première division.

## Organisation

### Format de la compétition
Le championnat oppose les seize clubs nationaux pour trente rencontres jouées durant la saison régulière durant la saison 2024-2025. Le classement est basé sur le barème suivant: une victoire vaut trois points, un match nul un, la défaite zéro point. Les critères de départage entre plusieurs équipes sont, dans l'ordre d'importance, le plus grand nombre de points, la plus grande différence de buts générale, les confrontations directes entre les équipes concernées (avec application de la règle des buts marqués à l'extérieur), le plus grand nombre de buts marqués et le plus grand nombre de buts marqués pendant une rencontre.
À la fin de la saison, l'équipe terminant en tête du classement est sacrée championne de Belgique de deuxième division, alors que les deux dernières sont reléguées en troisième division. Un club sportivement relégué peut être repêché si une ou plusieurs équipes ayant fini dans les quinze premières places sont rétrogradées administrativement ou si l’un des promus se voit refuser la promotion en Challenger Pro League.
| Club                   | Depuis | Entraîneur          | Stade                      | Capacité théorique | Nombre de saisons en 2025-2026 |
| ---------------------- | ------ | ------------------- | -------------------------- | ------------------ | ------------------------------ |
| KV Courtrai            | 2025   | Michiel Jonckheere  | Stade des Éperons d'or     | 9 399              | 45e                            |
| KV Beerschot           | 2025   | Mohamed Messoudi    | Kiel                       | 12 771             | 8e                             |
| RWDM                   | 2024   | Yannick Ferrera     | Stade Edmond Machtens      | 12 266             | 4e                             |
| KAS Eupen              | 2024   | Mersad Selimbegović | Stade du Kehrweg           | 8 363              | 20e                            |
| Zulte Waregem          | 2023   | Sven Vandenbroeck   | Elindus Arena              | 12 414             | 5e                             |
| Patro Eisden           | 2013   | Stijn Stijnen       | Stade du Patro Eisden      | 5 500              | 39e                            |
| RFC Liège              | 2023   | Gaëtan Englebert    | Stade de Rocourt           | 4 147              | 28e                            |
| SK Beveren             | 2022   | Marink Reedijk      | Freethiel                  | 8 190              | 12e                            |
| « Club NXT » (U23)     | 2022   | Mitch Delcour       | Stade du Schiervelde       | 20 000             | 4e                             |
| « Jong Genk » (U23)    | 2022   | Johan Van Rumst     | Stade Leunen               | 8 000              | 3e                             |
| Lierse                 | 2020   | Jamath Shoffner     | Stade Herman-Vanderpoorten | 14 538             | 5e                             |
| « RSCA Futures » (U23) | 2022   | Jelle Coen          | Stade Roi Baudouin         | 50 093             | 3e                             |
| Royal Francs Borains   | 2023   | Karim Belhocine     | Stade Robert Urbain        | 6 000              | 2e                             |
| RFC Seraing            | 2023   | Mbaye Leye          | Stade du Pairay            | 8 207              | 10e                            |
| Jong Gent              | 2025   | Thomas Matton       | Planet Group Arena         | 20 000             | 1re                            |
| ROC Charleroi          | 2025   | Darko Janackovic    | Stade de la Neuville       | 8 000              | 22e                            |

## Palmarès

### Aux temps des pionniers...
Il s'agit d'un deuxième niveau hétéroclite, initialement et essentiellement destiné aux « Réserves » de la plus haute division.
| Saison | Champion                      | Remarques                                                                                                |
| ------ | ----------------------------- | --- |
| 1897   | Réserves FC Liégeois          | série appelée "Division 1" - pas de montant                                                              |
| 1898   | Verviers FC                   | série appelée "Division 1" - pas de montant                                                              |
| 1899   | Skill FC de Bruxelles         | série appelée "Division 2" - accepté et promu en Division 1                                              |
| 1900   | Réserves Racing CB            | série appelée "Division 2" - pas de montant                                                              |
| 1901   | Union Saint-Gilloise          | série appelée "Division 2" puis tour final appelé "Division 1" - acceptée et promu en Division d'Honneur |
| 1902   | Olympia CB                    | série appelée "Division 2" puis tour final appelé "Division 1" - pas de montant                          |
| 1903   | Daring Club Bruxelles         | série appelée "Division 2" puis tour final appelé "Division 1"                                           |
| 1904   | Réserves Union Saint-Gilloise | série appelée "Division 2" puis tour final "Division 1" - pas de montant                                 |
| 1905   | Réserves Union Saint-Gilloise | série appelée "Division 2" puis tour final appelé "Division 1" - pas de montant                          |
| 1906   | Réserves Union Saint-Gilloise | série appelée "Division 2" puis tour final appelé "Division 1" - SC Courtraisien promu                   |
| 1907   | Beerschot AC                  | série appelée "Division 2" puis tour final appelé "Division 1"                                           |
| 1908   | RC de Gand                    | série appelée "Division 2" puis tour final appelé "Division 1"                                           |
| 1909   | Standard FC Liégeois          | série appelée "Division 2" puis tour final appelé "Division 1" - accepté et promu en Division d'Honneur  |

### Promotion
- Division partagée en deux séries (A) et (B) de même valeur à partir de la saison 1923-24. Seul le champion de chaque série fut promu en Division d'Honneur.

| Saison | Détails | Champion                               | Remarques                                                                    |
| ------ | ------- | -------------------------------------- | ---------------------------------------------------------------------------- |
| 1910   | Voir    | RC Malines                             | Premier champion d'un 2e niveau national                                     |
| 1911   | Voir    | RC de Gand                             |                                                                              |
| 1912   | Voir    | FC Liégeois                            |                                                                              |
| 1913   | Voir    | AA La Gantoise                         |                                                                              |
| 1914   | Voir    | Uccle sport                            |                                                                              |
| 1915   |         | Pas de compétitions (Guerre)           |                                                                              |
| 1916   |         | Pas de compétitions (Guerre)           |                                                                              |
| 1917   |         | Pas de compétitions (Guerre)           |                                                                              |
| 1918   |         | Pas de compétitions (Guerre)           |                                                                              |
| 1919   |         | Pas de compétitions                    |                                                                              |
| 1920   | Voir    | R Tilleur FC                           | séries reformées comme en 1914, pas de montée/descente lors de cette saison. |
| 1921   | Voir    | Standard CL                            |                                                                              |
| 1922   | Voir    | Uccle Sport                            |                                                                              |
| 1923   | Voir    | R. FC Liégeois                         |                                                                              |
| 1924   | Voir    | (A) SC Anderlechtois (B) White Star AC | Passage à 28 clubs (14+14)                                                   |
| 1925   | Voir    | (A) R Tilleur FC (B) RCS Verviétois    |                                                                              |
| 1926   | Voir    | (A) Racing CB (B) FC Malinois          |                                                                              |

### Division 1
- Division partagée en deux séries (A) et (B) de même valeur à partir de la saison 1931-32. Seul le champion de chaque série fut promu en Division d'Honneur.
- Durant les "années de guerre", tous les clubs ne purent s'aligner et défendre leurs chances équitablement. En 1946, les séries sont reformées comme en 1944 mais en annulant les effets de certains relégations. La Fédération étala sur trois saisons le retour à la normale.

| Saison | Détails | Champion(s)                                          | Remarques                   |
| ------ | ------- | ---------------------------------------------------- | --------------------------- |
| 1927   | Voir    | Liersche SK                                          | série de 14 clubs           |
| 1928   | Voir    | FC Malinois                                          |                             |
| 1929   | Voir    | R. FC Brugeois                                       |                             |
| 1930   | Voir    | R. Racing FC Montegnée                               |                             |
| 1931   | Voir    | R. Racing de Gand                                    |                             |
| 1932   | Voir    | (A) TSV Lyra (B) R. Racing CB                        | Passage à 28 clubs (14+14)  |
| 1933   | Voir    | (A) Belgica FC Edegem (B) R Tilleur FC               |                             |
| 1934   | Voir    | (A) White Star Woluwé AC (B) K Berchem Sport         |                             |
| 1935   | Voir    | (A) R. FC Brugeois (B) R. SC Anderlechtois           |                             |
| 1936   | Voir    | (A) FC Turnhout (B) ARA La Gantoise                  |                             |
| 1937   | Voir    | (A) RC Tirlemont (B) R. Olympic Club Charleroi       |                             |
| 1938   | Voir    | (A) K Boom FC (B) R. CS Brugeois                     |                             |
| 1939   | Voir    | (A) SC Eendracht Aaslt (B) R Tilleur FC              |                             |
| 1940   | Voir    | Compétitions interrompues puis finalement annulées   | (Seconde Guerre mondiale)   |
| 1941   | Voir    | Compétitions régionales aléatoires                   | (Seconde Guerre mondiale)   |
| 1942   | Voir    | (A) R. CS La Forestoise (B) R. Racing CB             | 28 clubs (14+14)            |
| 1943   | Voir    | (A) K. Lyra (B) K Berchem Sport                      | 31 clubs (15+16)            |
| 1944   | Voir    | (A) St-Niklaassche SK (B) R. FC Liégeois             | 29 clubs (14+15)            |
| 1945   | Voir    | Compétitions interrompues puis finalement annulées   | Bataille des Ardennes       |
| 1946   | Voir    | (A) R. FC Brugeois (B) K. Lyra                       | 35 clubs (17+18)            |
| 1947   | Voir    | (A) R. Uccle Sport (B) R. Charleroi SC               | 34 clubs (17+17)            |
| 1948   | Voir    | (A) RC Mechelen KM (B) R Tilleur FC                  | Dorénavant 32 clubs (16+16) |
| 1949   | Voir    | (A) R. Stade Louvaniste (B) R. FC Brugeois           |                             |
| 1950   | Voir    | (A) Daring CB SR (B) Beeringen FC                    |                             |
| 1951   | Voir    | (A) Union Royale St-Gilloise (B) R. US Tournaisienne |                             |
| 1952   | Voir    | (A) R. RC de Gand (B) K. Beeringen FC                |                             |

### Division 2
- Division jouée en une seule série. Le champion et le deuxième classés furent promus en Division 1.

| Saison | Détails | Champion                       | Remarques                                                 |
| ------ | ------- | ------------------------------ | --------------------------------------------------------- |
| 1953   | Voir    | K. Lyra                        | Retour à une série unique de 16 clubs.                    |
| 1954   | Voir    | K. Waterschei SV THOR          |                                                           |
| 1955   | Voir    | R. Daring CB                   |                                                           |
| 1956   | Voir    | R. CS Verviétois               |                                                           |
| 1957   | Voir    | K. Waterschei SV THOR          |                                                           |
| 1958   | Voir    | K. Beeringen FC                |                                                           |
| 1959   | Voir    | R. Daring CB                   |                                                           |
| 1960   | Voir    | K. SC Eendracht Aalst          |                                                           |
| 1961   | Voir    | K. FC Diest                    |                                                           |
| 1962   | Voir    | K Berchem Sport                |                                                           |
| 1963   | Voir    | K. FC Malinois                 |                                                           |
| 1964   | Voir    | Union Royale St-Gilloise       |                                                           |
| 1965   | Voir    | R. Racing White                |                                                           |
| 1966   | Voir    | K. SV Waregem                  |                                                           |
| 1967   | Voir    | SK Beveren-Waas                |                                                           |
| 1968   | Voir    | ARA La Gantoise                |                                                           |
| 1969   | Voir    | AS Oostende KM                 |                                                           |
| 1970   | Voir    | K. FC Diest                    |                                                           |
| 1971   | Voir    | K. Cercle Brugge SV            |                                                           |
| 1972   | Voir    | K Berchem Sport                |                                                           |
| 1973   | Voir    | SK Beveren-Waas                |                                                           |
| 1974   | Voir    | R. Olympic Cl. Montignies s/S. | La Division 1 passe à 20 clubs, montants supplémentaires. |

### Division 2 (avec tour final)
- Division jouée en une seule série. Jusqu'en 2004-05, le champion et le vainqueur d'un tour final à 4 sont promus en Division 1.
- Depuis de 2005-06, le tour final regroupe un barragiste de D1 et 3 clubs de D2 (excepté en 2007-08).

| Saison | Détails | Champion                            | Vainqueur Tour final     | Remarques |
| ------ | ------- | ----------------------------------- | ------------------------ | --- |
| 1975   | Voir    | K. RC Mechelen                      | R. AA Louvièroise        | |
| 1976   | Voir    | K. FC Winterslag                    | KV Kortrijk              | |
| 1977   | Voir    | K Boom FC                           | R. AA Louvièroise        | |
| 1978   | Voir    | K. Waterschei SV THOR Genk          | K Berchem Sport          | |
| 1979   | Voir    | K. Cercle Brugge SV                 | K. SC Hasselt            | |
| 1980   | Voir    | K. AA Gent                          | KV Kortrijk              | |
| 1981   | Voir    | K. SK Tongeren                      | KV Mechelen              | |
| 1982   | Voir    | R. FC Sérésien                      | K. Beerschot VAV         | |
| 1983   | Voir    | KV Mechelen                         | K. Beringen FC           | |
| 1984   | Voir    | K. St-Niklase SK                    | Racing Jet Bruxelles     | |
| 1985   | Voir    | RWD Molenbeek (RWDM)                | R. Charleroi SC          | |
| 1986   | Voir    | K Berchem Sport                     | Racing Jet Bruxelles     | |
| 1987   | Voir    | K. St-Truidense VV                  | K. FC Winterslag         | |
| 1988   | Voir    | K. RC Mechelen                      | K. Lierse SK             | |
| 1989   | Voir    | K. FC Germinal Ekeren               | K. AA Gent               | |
| 1990   | Voir    | RWD Molenbeek (RWDM)                | K. RC Genk               | |
| 1991   | Voir    | K. SK Beveren                       | K. SC Eendracht Aalst    | |
| 1992   | Voir    | KFC Lommel SK                       | K Boom FC                | |
| 1993   | Voir    | R. FC Sérésien                      | KV Oostende              | |
| 1994   | Voir    | K. St-Truidense VV                  | K. SC Eendracht Aalst    | |
| 1995   | Voir    | K. SV Waregem                       | K. RC Harelbeke          | La Division passe à 18 clubs à partir de cette saison.                                                                              |
| 1996   | Voir    | K. SC Lokeren                       | R. Excelsior Mouscron    | |
| 1997   | Voir    | K. SK Beveren                       | K. VC Westerlo           | |
| 1998   | Voir    | KV Oostende                         | KV Kortrijk              | |
| 1999   | Voir    | KV Mechelen                         | K. FC Verbroedering Geel | |
| 2000   | Voir    | R. Antwerp FC                       | R. AA Louvièroise        | |
| 2001   | Voir    | KFC Lommel SK                       | RWD Molenbeek (RWDM)     | |
| 2002   | Voir    | KV Mechelen                         | R. AEC Mons              | |
| 2003   | Voir    | Cercle Brugge K. SV                 | K. Heusden-Zolder SK     | |
| 2004   | Voir    | FC Mol. Brussels Str.               | KV Oostende              | |
| 2005   | Voir    | SV Zulte Waregem                    | K. SV Roeselare          | |
| 2006   | Voir    | R. AEC Mons                         | K. Lierse SK (D1)        | K. Lierse SK assure son maintien en D1                                                                                              |
| 2007   | Voir    | FCV Dender EH                       | YR KV Mechelen           | |
| 2008   | Voir    | KV Kortrijk                         | AFC Tubize               | Dossier Geel/Namur, 19 clubs en D2.                                                                                                 |
| 2009   | Voir    | K. St-Truidense VV                  | K. SV Roeselare (D1)     | K. SV Roeselare assure son maintien D1 - 19 clubs en D2.                                                                            |
| 2010   | Voir    | K. Lierse SK                        | K. AS Eupen              | 19 clubs en D2. |
| 2011   | Voir    | Oud Heverlee Leuven                 | R. AEC Mons              | retour à 18 clubs. |
| 2012   | Voir    | R. Sporting du Pays de Charleroi SC | K. RS Waasland-Beveren   | |
| 2013   | Voir    | KV Ostende                          | Cercle Bruges KSV (D1)   | Cercle Bruges KSV assure son maintien en D1.                                                                                        |
| 2014   | Voir    | KVC Westerlo                        | R. Mouscron-Péruwelz     | |
| 2015   | Voir    | K. St-Truidense VV                  | OH Leuven                | |
| 2016   | Voir    | Royal White Star Bruxelles          |                          | Le White Star se voit refuser sa licence professionnelle. Le club est renvoyé au 3e niveau. L'AS Eupen est repêché et promue en D1. |

### Division 1B
8 équipes professionnelles jouent deux périodes de 14 matchs (7 matchs aller-retour). Les gagnants de chaque période s'affrontent lors d'une finale aller-retour s'ils sont différents. Le vainqueur de la finale est déclaré champion et monte en Division 1A. Le championnat passe d'abord à 12 équipes en 2022-2023, avant de passer à 16 équipes en 2023-2024.
| Saison | Détails | Champion              | Finaliste (éventuel)   | Remarques                                                        |
| ------ | ------- | --------------------- | ---------------------- | ---------------------------------------------------------------- |
| 2017   | Voir    | R. Antwerp FC         | KSV Roulers            |                                                                  |
| 2018   | Voir    | Cercle Bruges KSV     | KFCO Beerschot Wilrijk |                                                                  |
| 2019   | Voir    | Yellow Red KV Malines | KFCO Beerschot Wilrijk | Manche aller de la finale : 0-0 Manche retour de la finale : 2-1 |
| 2020   | Voir    | K. Beerschot VA       | Oud-Heverlee Louvain   | Manche aller de la finale : 1-0 Manche retour de la finale : 4-1 |

8 équipes professionnelles jouent 28 matchs. Le premier est déclaré champion et monte en Division 1A alors que le deuxième joue un barrage (aller-retour) contre l'avant-dernier de Division 1A. Le championnat passe d'abord à 12 équipes en 2022-2023, avant de passer à 16 équipes en 2023-2024.
| Saison | Détails | Champion             | Barragiste        | Remarques |
| ------ | ------- | -------------------- | ----------------- | --- |
| 2021   | Voir    | R. Union St-Gilloise | RFC Seraing       | Seraing a joué son barrage (aller-retour) contre Waasland-Beveren. Manche aller du barrage (à Seraing) : 1-1 Manche retour du barrage (à Beveren) : 2-5 |
| 2022   | Voir    | K. VC Westerlo       | R.W.D. Molenbeek  | Molenbeek a joué son barrage (aller-retour) contre Seraing. Manche aller du barrage (à Molenbeek) : 0-1 Manche retour du barrage (à Seraing) : 0-0      |
| 2023   | Voir    | RWD Molenbeek        | Pas de barragiste | Seul Molenbeek est promu suite au changement de format au niveau supérieur.                                                                             |
| 2024   | Voir    | K. Beerschot VA      | Lommel SK         | Lommel a joué son barrage (aller-retour) contre Courtrai. Manche aller du barrage (à Lommel) : 0-1 Manche retour du barrage (à Courtrai) : 4-2          |
| 2025   | Voir    | Zulte Waregem        | Patro Eisden      | Maasmechelen a joué son barrage (aller-retour) contre Bruges. Manche aller du barrage (à Maasmechelen) : 1-5 Manche retour du barrage (à Bruges) : 3-1  |

### Bilan
Le tableau ci-dessous renseigne l'appellation actuelle ou la dernière employée par le club concerné avant sa disparition ou une éventuelle fusion. Les clubs dont le nom apparaît en "lettres italiques" n'existent plus.
55 clubs (matricules) différents ont conquis le titre au 2e niveau belge. Le tableau ci-après prend en compte les sacres gagnés lors des tours finaux organisés entre 1896 et 1909, donc avant la création de la "Promotion".
- Dernière mise à jour: à la fin du championnat 2019-2020

| Pl. | Mat 1                                                                          | Clubs | Remarques | Titres |
| --- | ------------------------------------------------------------------------------ | --- | --- | ------ |
| 1   | 25 10                                                                          | YR KV Mechelen R. Union St-Gilloise | - 4 avant 1909, dont 3 pour l'équipe Réserves | 7      |
| 3   | 12 21 28 47                                                                    | Cercle Brugge K. SV R. Tilleur FC K. Berchem Sport RWD Molenbeek | - disparu en 1995 - White Star AC: 2, Racing White: 2, RWDM: 1. disparu en 2002 | 5      |
| 7   | 2 3 4 6 7 11 24 52 373 2300                                                    | Daring Club Bruxelles Club Brugge KV R. FC Liège R. Racing CB K. AA Gent K. RC Gent K. RC Mechelen KM Lyra K. St-Truidense VV K. SK Beveren | disparu en 1973 - dont 1 pour l'équipe "Réserves" dont 1 pour l'équipe "Réerves". Devenu St-Genenius-Rode Sport en 1963 - disparu en 1972 - Mat. réactivé en 2020 pour K. Lyra-Lierse Berlaar - plus d'équipe "Premières" depuis 2010 | 4      |
| 17  | 8 15 522 553                                                                   | R. CS Verviers R. Uccle Sport Beringen FC THOR Waterschei | disparu en 2015 disparu en 1990 disparu en 2002 disparu en 1988 | 3      |
| 21  | 1 13 16 17 22 30 31 35 41 58 90 221 246 1986 2024 4451 5381                    | R. Antwerp FC K. Beerschot VA R. Standard de Liège R. FC Sérésien R. Sporting de Charleroi K. Lierse SK KV Oostende R. SC Anderlecht K. FC Diest K. Boom FC K. VC Eendracht Aalst K. St-Niklase SK R. Olympic Cl. Charleroi K. FC Lommel SK KVC Westerlo K. SV Waregem SV Zulte Waregem | - ex-K. FCO Wilrijk, mat 155 - disparu en 1996 - disparu en 2018 - disparu en 1998 - disparu en 2000 - disparu en 2003 - disparu en 2001 - | 2      |
| 37  | - 13 18 19 26 44 51 53 54 77 132 148 282 322 375 1936 3530 3900 5479 5750 6142 | Skill FC de Bruxelles Olympia Club de Bruxelles K. Beerschot AC K. Stade Leuven KV Kortrijk R. FC Tournai R. AEC Mons R. CS La Forestoise AS Oostende K. SK Tongeren R. Racing FC Montegnée RK. VK Tienen KV Turnhout K. SC Lokeren Oost-Vaanderen K. FC Winterslag K. FC Belgica Edegem FC Molenbeek Brussels Strombeek K. Beerschot AC K. FC Verbroering Dender EH RWD Molenbeek Royal White Star Bruxelles Oud Heverlee Leuven | disparu en 1902 disparu en 1909 disparu en 1999 disparu en 2002 - disparu en 2014 disparu en 1996 disparu en 1981 plus d'équipe "Premières" depuis 2013 disparu en 2014 - disparu en 2020 devenu K. RC Genk en 1988 - disparu en 2014 "ex-Germinal" disparu en 2013 - nouveau club de Molenbeek fondé en 2015 disparu en 2018 retour au Mat. 18 en 2018 | 1      |

1 Mat = renseigne le numéro matricule du club concerné.

## Logos

Exqi League 2008-2010
Belgacom League 2012-2014
Proximus League 2014-2015
Proximus League 2015-2020
D1B Pro League 2020-2022
Challenger Pro League 2022-

## Trophée

Trophée